# Mogliano Veneto
Mogliano Veneto (en veneciano Mogian /mo'ʤan/) es un municipio de la provincia de Treviso, Italia.

## Evolución demográfica
| Gráfica de evolución demográfica de Mogliano Veneto entre 1861 y 2001 |
|                                                                       |
| Fuente ISTAT - elaboración gráfica de Wikipedia                       |

## Algunas imágenes

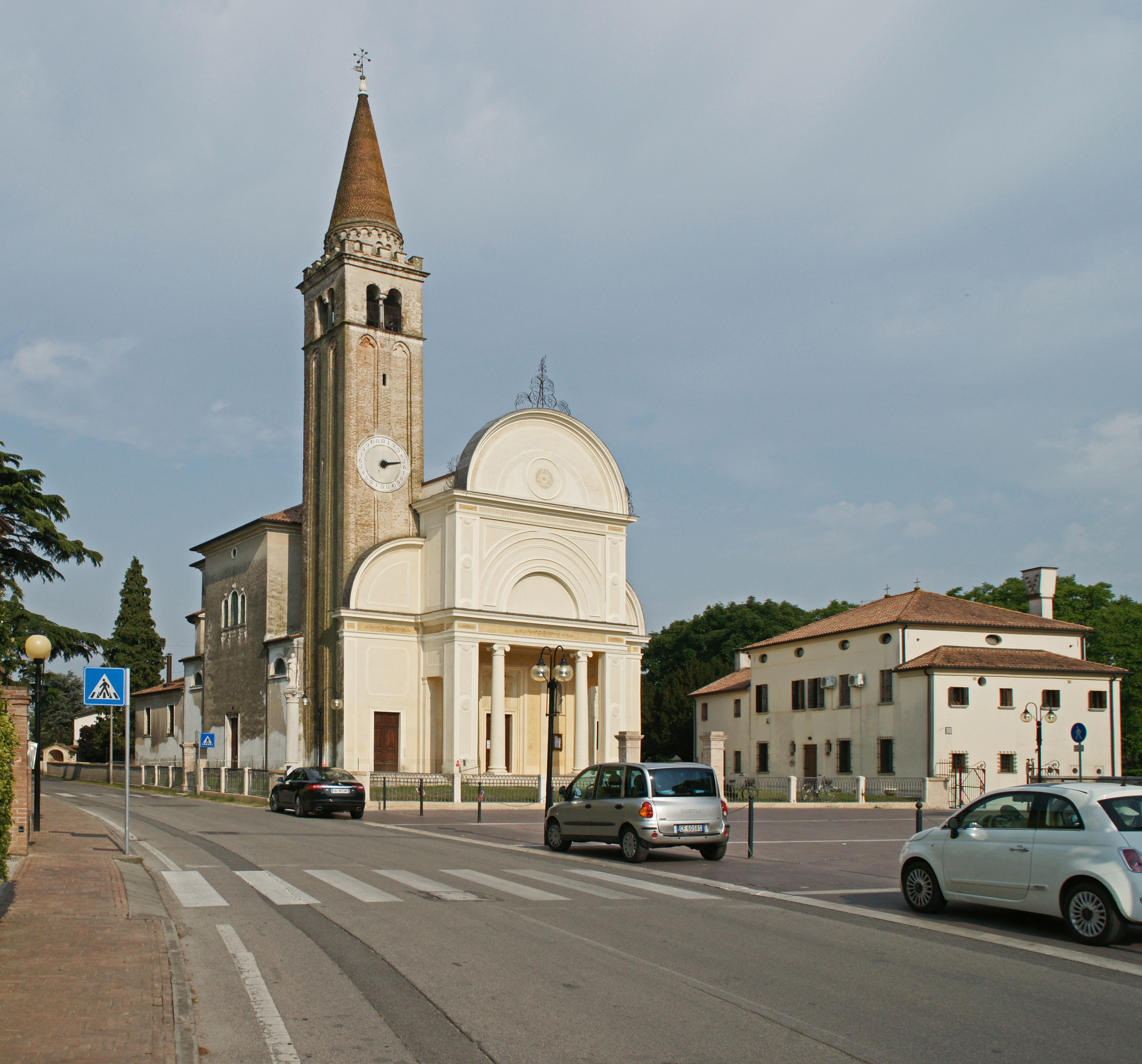
Santa Elana iglesia de Mogliano
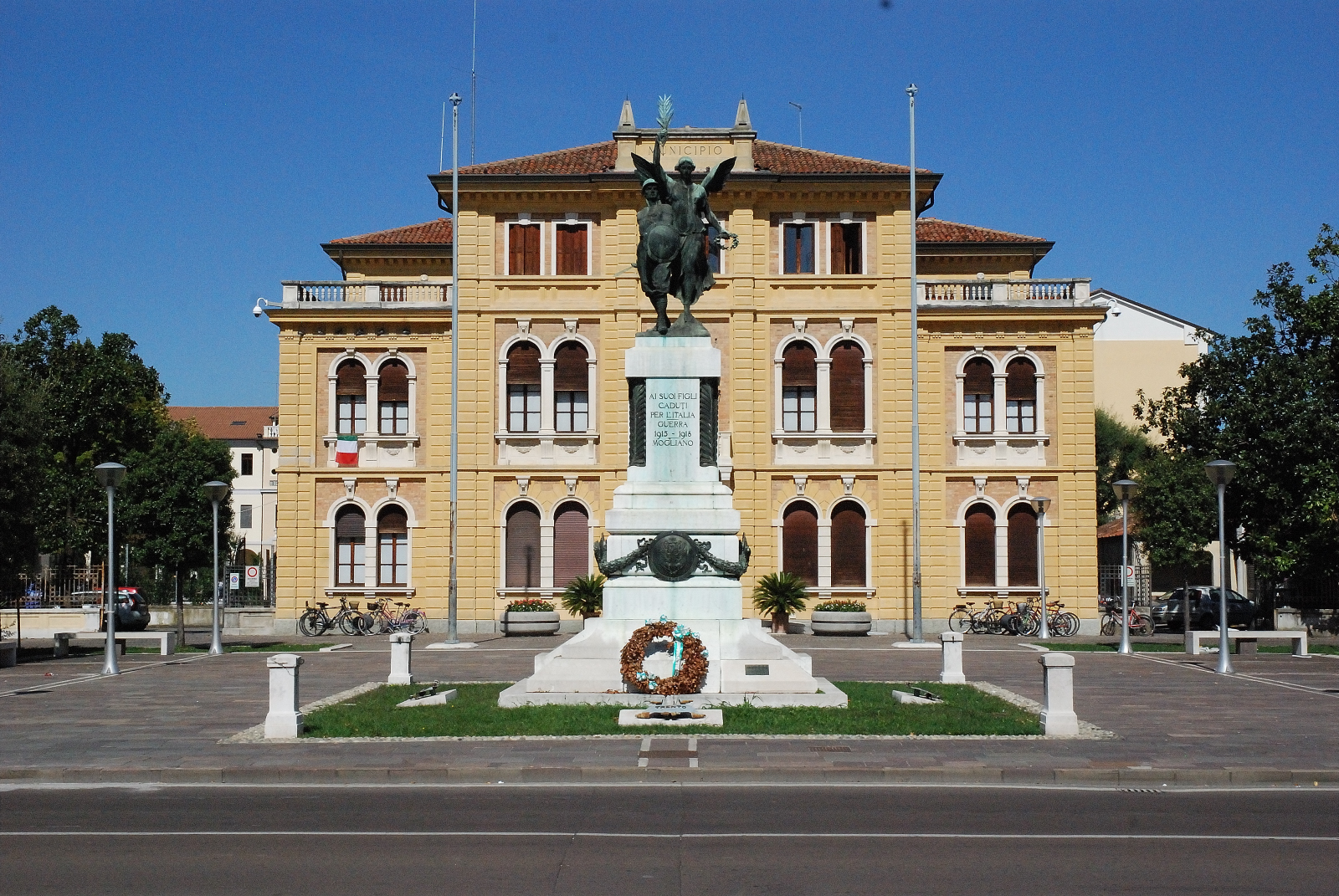
Monumento a los caídos y ayuntamiento

## Ciudades hermanadas
- Ricadi, Italia
- Mogliano, Italia
- Mostar, Bosnia